# Venus van Willendorf

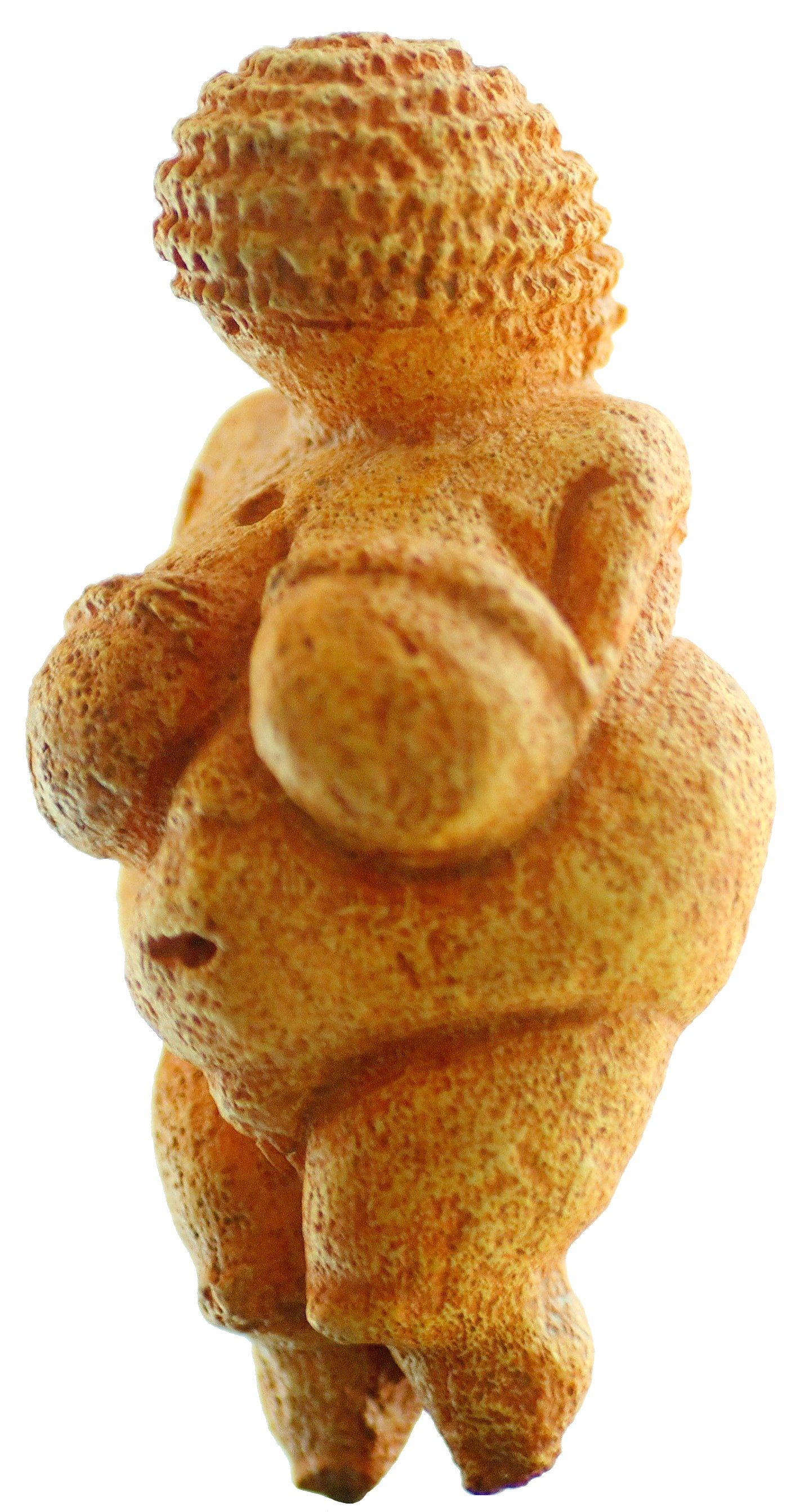
De Venus van Willendorf

De Venus van Willendorf is een beeld dat in 1908 door de archeoloog Josef Szombathy op een laat-paleolithische vindplaats bij Willendorf in der Wachau (Oostenrijk) is gevonden. Dit dorpje ligt op de linker Donau-oever en behoort tot de gemeente Aggsbach. Het beeldje bevindt zich in het Naturhistorisches Museum in Wenen.
Het beeld is 11,1 cm groot en wordt gedateerd tussen 24.000 en 22.000 v.Chr. Het werd gemaakt in het Laat-paleolithicum en werd gesneden uit oölitisch kalksteen dat niet in het gebied te vinden is. Het is gekleurd met rode oker.
Er is zeer weinig bekend over de oorsprong, hoe het gemaakt is, of over de culturele betekenis. Het beeld is geen realistisch portret, maar een idealisering van de vrouwelijkheid. Alle vrouwelijke geslachtskenmerken zijn als vruchtbaarheidssymbolen overdreven weergegeven, zoals de volle borsten, dikke buik, venusheuvel, dijen en billen. Mogelijk is een hoogzwangere vrouw afgebeeld.
De andere lichaamsdelen zijn minder uitgewerkt. Het gezicht ontbreekt en de voeten zijn erg klein. De armen zijn opgevouwen en nauwelijks zichtbaar. Het hoofd lijkt te zijn voorzien van dikke rollen haar, misschien vlechten. Het beeld kan niet op de voeten staan en zal daarom waarschijnlijk vastgehouden zijn om het te bekijken. Een Amerikaanse onderzoeker, LeRoy McDermott, betoogde in 1996 aan de hand van fotomateriaal dat het om een "eigen perspectief" zou gaan, gezien dus vanuit het oogpunt van de (zwangere) maakster zelf. Dat verklaart volgens hem de proporties van prominent aanwezige borsten en breed bekken, afgeplatte navel (bij dergelijke beeldjes vaak te dicht bij de vulva), korte dijen, ontbrekende schenen, en de kleine voeten. Er waren geen spiegels, zodat men het eigen gezicht niet of nauwelijks kende, hooguit een beetje uit spiegelend water. De vorm van de prehistorische kunst is een vruchtbaarheidsbeeld.
De naam Venus is tegenwoordig omstreden, omdat er geen link is met de Romeinse godin. Ook ziet men geen verband tussen dit beeldje en een figuur als Moeder Aarde. Sommigen stellen dat de corpulentie eerder wijst op een zeer welvarende toestand in de jagersverzamelaar-maatschappij uit het Paleolithicum.  Naast een vruchtbaarheidssymbool, zou het beeldje dan ook een symbool voor veiligheid en succes kunnen zijn.
Sinds de vondst van dit beeldje zijn verscheidene andere venusbeeldjes uit de prehistorie ontdekt. De in Zuid-Rusland gevonden venusbeeldjes van Kostjonki tonen een dusdanige verwantschap dat een gemeenschappelijke Kostjonki-Willendorfcultur werd voorgesteld.